# Rokki
Rokki (in russo Рокки?) è un singolo della cantante russa Zivert, pubblicato l'11 giugno 2021 come terzo estratto dal secondo album in studio Vinyl #2.
È stato riconosciuto come hit dance dell'anno nell'ambito dei premi Viktorija.

## Promozione
L'artista ha eseguito il brano per la prima volta in concerto a Kostroma il 16 giugno 2021.

## Tracce
Testi e musiche di Julija Zivert e Bogdan Leonovič.
1. Rokki – 2:57

## Classifiche

### Classifiche settimanali
| Classifica (2021) | Posizione massima |
| ----------------- | ----------------- |
| Russia            | 24                |

### Classifiche di fine anno
| Classifica (2021) | Posizione |
| ----------------- | --------- |
| Russia            | 156       |